# Asuka (Wrestlerin)
Kanako Urai (jap. 浦井 佳奈子, Urai Kanako; * 26. September 1981 in Osaka) ist eine japanische Wrestlerin, die derzeit bei World Wrestling Entertainment (WWE) unter Vertrag steht und unter dem Ringnamen Asuka (アスカ) antritt. Vor ihrem Wechsel zur WWE war sie unter dem Ringnamen Kana (華名) bekannt. Sie zählt zu den erfolgreichsten WWE-Wrestlerinnen ihrer Zeit, ab ihrem Debüt bei NXT im Oktober 2015 blieb sie für zweieinhalb Jahre (914 Tage) ungeschlagen. Sie vervollständigte den WWE Grand Slam, hielt mehrfach verschiedene World Title und gewann das erste Women's Royal Rumble Match der Geschichte.

## Privatleben
Urai hat einen Abschluss an der Osaka University of Arts Junior College. Sie hat für das Xbox Magazine geschrieben und für Nintendo DS verschiedene mobile Anwendungen entworfen, besitzt in Yokohama einen Friseursalon und hat einen sportlichen Hintergrund in Badminton und Eiskunstlauf.

## Wrestling-Karriere

### Independent-Ligen (2004–2015)

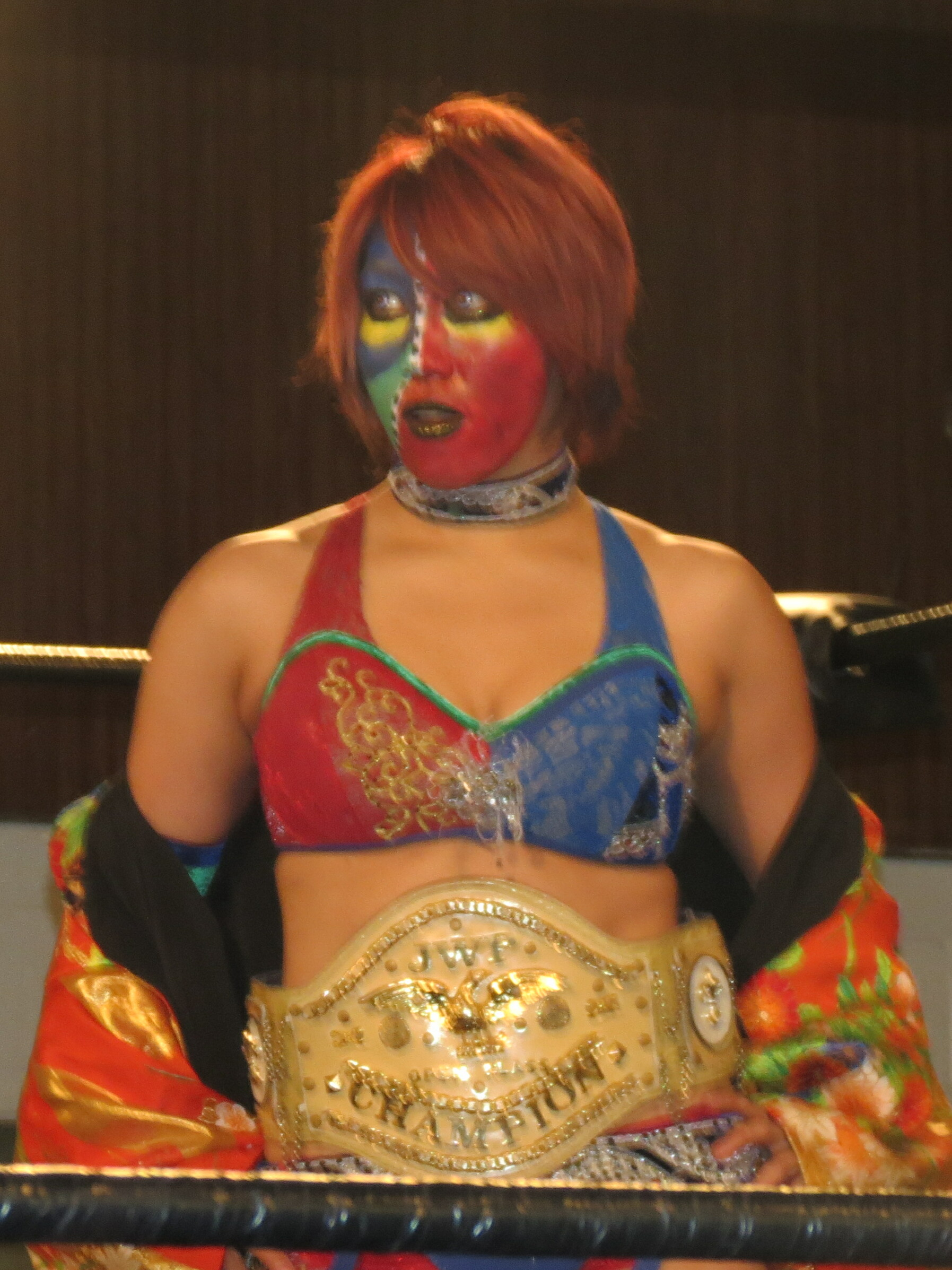
Kana als JWP Openweight Champion, 2013

Vor ihrer Wrestlingkarriere war Urai eine Grafik-Designerin. Sie wurde von japanischen Wrestlinglegenden wie Antonio Inoki und Keiji Mutoh inspiriert, ins Wrestlinggeschäft einzusteigen. Am 16. Juni 2004 bestritt sie für die Frauenwrestlingliga AtoZ gegen Leo-na unter dem Ringnamen Kana ihr erstes Wrestlingmatch. Sie verbrachte die ersten Jahre ihrer Wrestlingkarriere bei AtoZ, bis sie am 19. März 2006 wegen Nephritis kurzzeitig ihre Karriere beenden musste.
Während ihres Karriereendes eröffnete sie ihre eigene Grafikdesign-Agentur. Am 22. September 2007 feierte sie ihre Rückkehr im Wrestling und trat seither für Promotionen wie Ice Ribbon, JWP Joshi Puroresu, NEO Japan Ladies Pro Wrestling, Pro Wrestling Wave und Pro Wrestling Zero1 auf.
Sie trat unter anderem auch für Ligen wie Pro Wrestling NOAH, All Japan Pro Wrestling, Pro Wrestling Wave, Smash, Wrestling New Classic und Reina Joshi Puroresu auf, wo sie große Erfolge erzielte, wie die zweifachen Gewinne der Wave Tag Team Championship und Smash Diva Championship.
Ihren ersten Auftritt außerhalb Japans hatte sie am 3. August 2011 in den USA, wo sie ein Match bei der Frauenwrestlingliga Shimmer Women Athletes bestritt. Neben Shimmer hatte sie auch Auftritte für Chikara Pro Wrestling.
Ihr letztes Match in der Independentszene bestritt sie am 13. September 2015 bei Pro Wrestling Wave.

### World Wrestling Entertainment (seit 2015)

#### NXT und NXT Women's Champion (2015–2017)

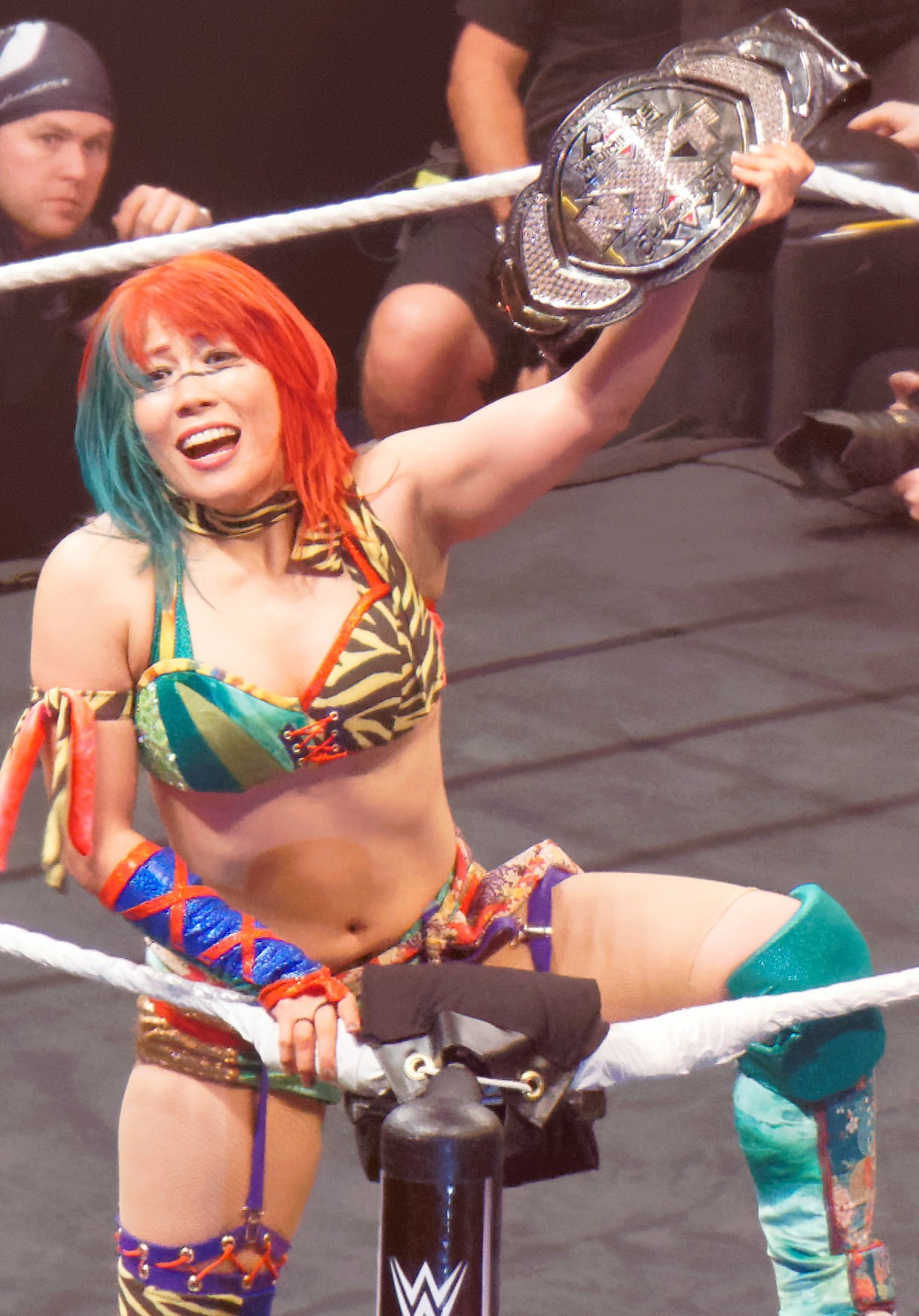
Asuka als NXT Women's Champion bei TakeOver: Dallas 2016

Am 31. August 2015 wurde bekannt gegeben, dass Urai einen Vertrag bei World Wrestling Entertainment unterzeichnet habe.
Das erste Mal in der WWE wurde Urai bereits bei NXT TakeOver: Brooklyn am 22. August 2015 im Publikum neben Sgt. Slaughter und Ric Flair gesichtet. Am 23. September 2015 feierte sie ihr Fernseh-Debüt bei einer Ausgabe von NXT, welche am 10. September aufgezeichnet wurde. Dort bekam sie den Ringnamen Asuka. Der Ringname ist eine Anlehnung an die ehemalige japanische Wrestlerin und Wrestlinglegende Lioness Asuka. Die Sendung endete damit, dass sie von Dana Brooke und Emma in ihrer Promo unterbrochen wurde. Damit begann auch ihre Fehde gegen Dana Brooke und Emma, ihre erste in der WWE. Am 7. Oktober 2015 bei NXT TakeOver: Respect bestritt sie ihr erstes Match für NXT und besiegte Dana Brooke.
Am 1. April 2016 bei NXT TakeOver: Dallas gewann Urai von Bayley die NXT Women's Championship. Bei NXT TakeOver: Chicago gewann Urai zum 174. Mal in Folge und brach somit die Siegesserie des Wrestlers Bill Goldberg. Während eines Titel-Matches gegen Ember Moon am 19. August 2017 brach sich Urai das Schlüsselbein, wodurch sie zu einer mehrwöchigen Pause gezwungen war. In der NXT-Aufzeichnung vom 24. August trat Urai daher von der NXT Women's Championship zurück, gleichzeitig wurde ihr Transfer ins Main Roster der WWE vorbereitet. Ihre Serie von Matches, in denen sie bei NXT durch Pin oder Aufgabe unbesiegt blieb, erreichte damit effektiv 510 Tage. Durch die zeitversetzte Ausstrahlung der NXT-Aufzeichnung werden auch 523 Tage als Länge ihres Streak angegeben.

#### Aufstieg ins Main Roster und Ende der Siegesserie (2017–2018)
Urai wurde Teil des Raw-Rosters und bestritt ihr Main Roster Debüt am 22. Oktober 2017 beim Pay-per View TLC. Dort hatte sie ein Match gegen Emma, welches sie auch gewann. Am 19. November 2017 war sie beim PPV Survivor Series die letzte verbliebene Teilnehmerin ihres Teams und konnte als Sole Survivor das traditionelle Elimination-Match der Frauen gewinnen, indem sie zuletzt Tamina und Natalya eliminierte. Am 28. Januar 2018 gewann sie beim Royal Rumble das allererste Royal-Rumble-Match der Frauen, was ihr ein Titelmatch bei Wrestlemania 34 sicherte. Sie forderte am 11. März 2018 SmackDown Live Women's Champion Charlotte Flair heraus, verlor jedoch das Match durch Aufgabe am 8. April 2018 bei Wrestlemania 34 in New Orleans. Dies bedeutete gleichzeitig nach 914 Tagen das Ende ihrer Siegesserie in der WWE. Kurz zuvor hatte sie am 3. April zusammen mit The Miz die erste Season der Mixed Match-Challenge gegen Bobby Roode und Charlotte Flair gewonnen.

#### SmackDown Women’s Champion und The Kabuki Warriors (2018–2019)

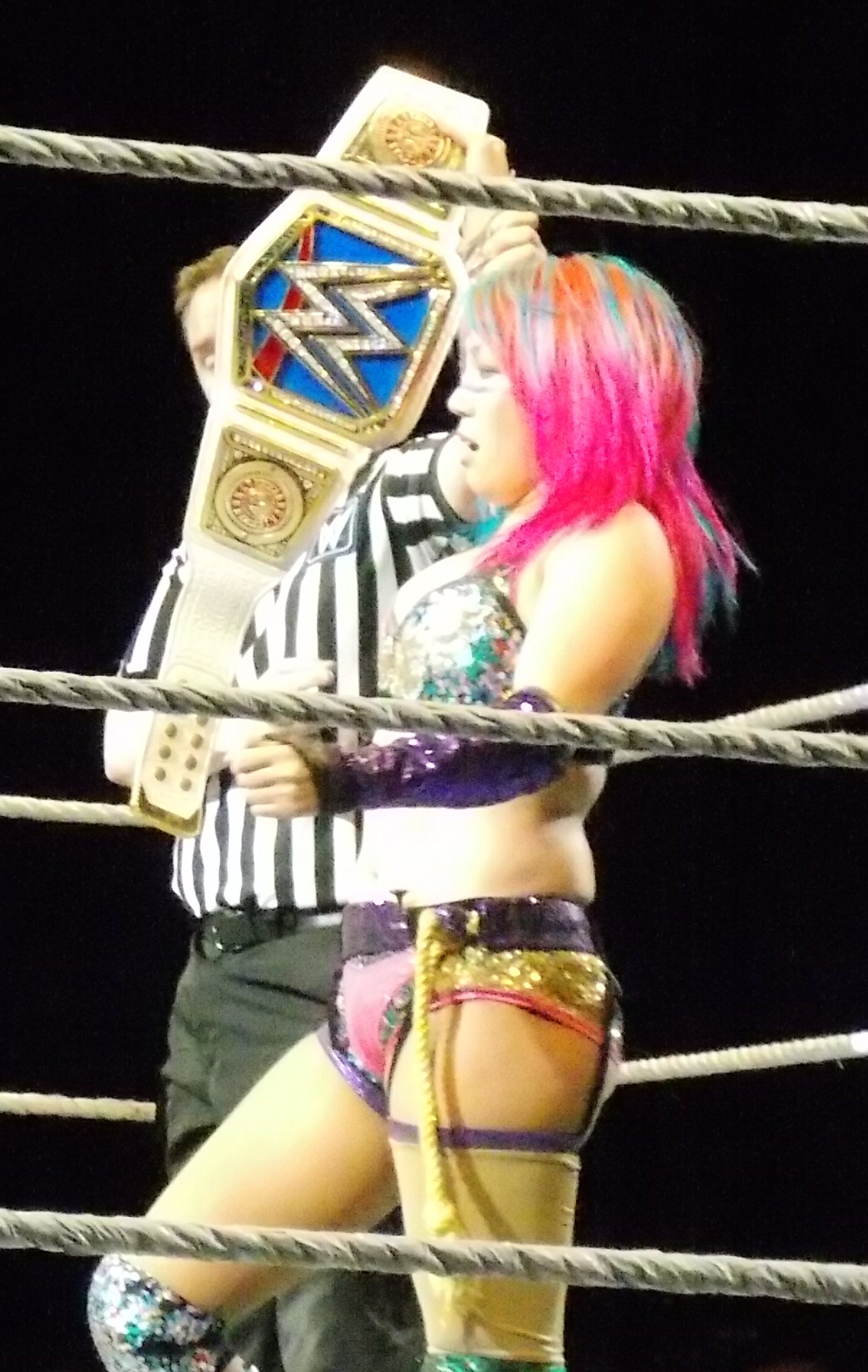
Asuka als SmackDown Women’s Champion, 2019

Am 17. April 2018 wurde Urai zu SmackDown Live gedraftet, wo sie jedoch für einige Monate nicht mehr an ihre frühere Siegesserien anknüpfen durfte. Eine Titelfehde gegen Carmella konnte sie nicht gewinnen, vor allem da Carmellas früherer Sidekick James Ellsworth mehrfach in die Matches eingriff. Erst gegen Ende des Jahres konnte sie wieder signifikante Erfolge verbuchen. So gewann sie am 27. November 2018 eine Battle Royal bei SmackDown Live und wurde dafür mit einem Platz im Tables, Ladders and Chairs-Titelmatch beim PPV TLC belohnt, welches zuvor nur zwischen Charlotte Flair und Becky Lynch angesetzt war. Dieses Match am 16. Dezember 2018 konnte Urai für sich entscheiden, indem sie den über dem Ring befestigten Titelgürtel als erste erreichen und abnehmen konnte. Zuvor wurde die Leiter, auf der sich Flair und Lynch gegenseitig bekämpften, von der in das Match eingreifenden Ronda Rousey umgestoßen.
Im Vorfeld von Wrestlemania 35 verlor Urai in der SmackDown-Ausgabe vom 26. März 2019 den Titel an Charlotte Flair nach 100 Tagen Regentschaft.
Seither tritt sie verstärkt in der Tag Team Division gemeinsam mit Kairi Sane als The Kabuki Warriors auf. Am 6. Oktober 2019 gewann sie zusammen mit Kairi Sane die WWE Women’s Tag Team Championship von Alexa Bliss und Nikki Cross. Im Rahmen des WWE Drafts wechselte Urai am 14. Oktober 2019 von SmackDown zu Raw. Am 4. April 2020 verloren sie die Titel an Alexa Bliss und Nikki Cross. Diese Regentschaft hielt 181 Tage.

#### Raw Women’s Champion und diverse Fehden (2019–2023)
Am 10. Mai 2020 gewann sie das Money in the Bank Ladder Match der Frauen. Am 11. Mai 2020 bekam sie den WWE Raw Women’s Championship von Becky Lynch überreicht, nachdem diese den Titel aufgrund ihrer Schwangerschaft niedergelegt hat. Die Regentschaft hielt 77 Tage und verlor den Titel schlussendlich, am 27. Juli 2020 an Sasha Banks. Den Titel konnte sie am 23. August 2020 von Banks zurückgewinnen. Am 20. Dezember 2020 bei TLC: Tables, Ladders & Chairs gewann sie zusammen mit Charlotte Flair, die WWE Women’s Tag Team Championship. Hierfür besiegten sie Shayna Baszler und Nia Jax. Die Regentschaft hielt 42 Tage und verloren die Titel, schlussendlich am 31. Januar 2021 an Shayna Baszler und Nia Jax. Ihre Regentschaft als Raw Women's Championesse hielt 231 Tage und verlor den Titel, schlussendlich am 11. April 2021 bei WrestleMania 37 an Rhea Ripley. Bei der Raw-Ausgabe vom 25. April 2022 kehrte sie in die Shows zurück und forderte Becky Lynch heraus. Am 5. Juni 2022 bestritt sie bei Hell In A Cell (2022) ein Triple-Threat-Match um die Raw Women’s Championship gegen Bianca Belair und Becky Lynch, den Titel konnte sie jedoch nicht gewinnen.
Am 31. Oktober 2022 gewann sie zusammen mit Alexa Bliss die WWE Women’s Tag Team Championship, hierfür besiegten sie Dakota Kai und Iyo Sky. Die Regentschaft hielt 5 Tage und verloren die Titel, schlussendlich am 5. November 2022 bei Crown Jewel (2022) zurück an Kai und Sky. Am 27. Mai 2023 gewann sie bei Night of Champions (2023) die Raw Women's Championship, hierfür besiegte sie Bianca Belair. Die Regentschaft hielt 70 Tage und verlor den Titel, schlussendlich am 5. August 2023 beim SummerSlam (2023) an Bianca Belair.

#### Damage CTRL (seit 2023)
Im November 2023 schloss sie sich dem Stable Damage CTRL (Damage Control) an, das zu dem Zeitpunkt aus Bayley, Dakota Kai, Iyo Sky und Kairi Sane bestand. Am 26. Januar 2024 bei SmackDown gewannen Asuka und Kairi Sane, die als Kabuki Warriors wiedervereint waren, ein Titelmatch gegen Katana Chance und Kayden Carter und wurden damit zum zweiten Mal Women's Tag Team Champions. Bei WrestleMania XL im April 2024 verloren Damage CTRL (Asuka, Kai, Sane) ein Six-Woman Tag Team Match gegen Jade Cargill, Bianca Belair und Naomi. Zugleich gewann Bayley, die zwei Monate zuvor unter Mitwirkung von Asuka aus dem Stable verstoßen worden war, die WWE Women's Championship von Iyo Sky.

## Titel und Auszeichnungen

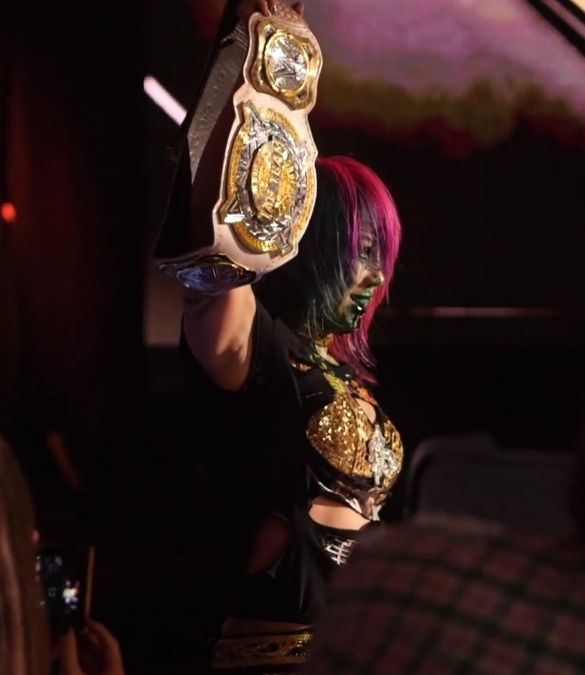
Asuka als Women’s Tag Team Champion, 2019

### Titel
- DDT Pro-Wrestling
  - 5× Ironman Heavymetalweight Champion

- JWP Joshi Puroresu
  - 1× JWP Openweight Champion

- Kuzu Pro
  - 1× Kuzu Pro Diva Champion

- NEO Japan Ladies Pro Wrestling
  - 1× NEO Tag Team Champion mit Nanae Takahashi

- Pro Wrestling Wave
  - 2× Wave Tag Team Champion jeweils 1× mit Ayumi Kurihara und  Mio Shirai

- Reina Joshi Puroresu
  - 1× Reina World Tag Team Champion mit Arisa Nakajima
  - 1× Reina World Women's Champion

- Smash
  - 2× Smash Diva Champion

- World Wrestling Entertainment
  - 1× NXT Women’s Champion
  - 1× WWE SmackDown Women’s Champion
  - 3× WWE Women’s Champion
  - 4× WWE Women’s Tag Team Champion jeweils 1× mit Charlotte Flair und Alexa Bliss und 2× mit Kairi Sane

### Auszeichnungen
- Osaka Joshi Pro Wrestling
  - 2011: One Day Tag Tournament Siegerin mit Mio Shirai

- Pro Wrestling Illustrated
  - 2017: Platz 1 der Top 50 Wrestler im PWI Female 50

- Pro Wrestling Wave
  - 2011: Catch the Wave Siegerin
  - 2011: Dual Shock Wave Siegerin mit Ayumi Kurihara

- World Wrestling Entertainment
  - 2018: Erste Women's Royal Rumble Siegerin
  - 2020: Women's Money in the Bank Siegerin